# Marco Höger
Marco Höger (* 16. September 1989 in Köln) ist ein deutscher Fußballspieler. Seine bevorzugte Position ist das defensive Mittelfeld, er kann aber auch als rechter Verteidiger eingesetzt werden.

## Kindheit und Jugend
Höger ist in Bergisch Gladbach aufgewachsen. Seit seiner Kindheit ist er Fan des 1. FC Köln. Sein Vorbild war Toni Polster.

## Karriere

### Anfänge
Marco Höger begann seine Karriere 1994 beim TuS Höhenhaus und schloss sich als Zwölfjähriger Bayer 04 Leverkusen an. Nach fünf Jahren in der Jugend von Bayer  Leverkusen wechselte er zu Alemannia Aachen.

### Alemannia Aachen
Dort trat er 2008 zunächst in der Aachener Reservemannschaft in der NRW-Liga an und wurde Mannschaftskapitän. Am 6. März 2010 kam Höger zu seinem ersten Einsatz in der 2. Bundesliga. Er etablierte sich in der ersten Mannschaft der Alemannia und spielte regelmäßig als rechter Mittelfeldspieler, aber auch als rechter Außenverteidiger. In der Partie gegen den 1. FC Union Berlin in der Saison 2010/11 erzielte er sein erstes Tor im Profifußball. Zwei Spieltage später traf er beim Auswärtsspiel gegen Greuther Fürth per Elfmeter zum 1:1-Endstand. Am Ende der Saison standen nach 33 Spielen sieben Tore und neun Torvorlagen zu Buche.

### FC Schalke 04

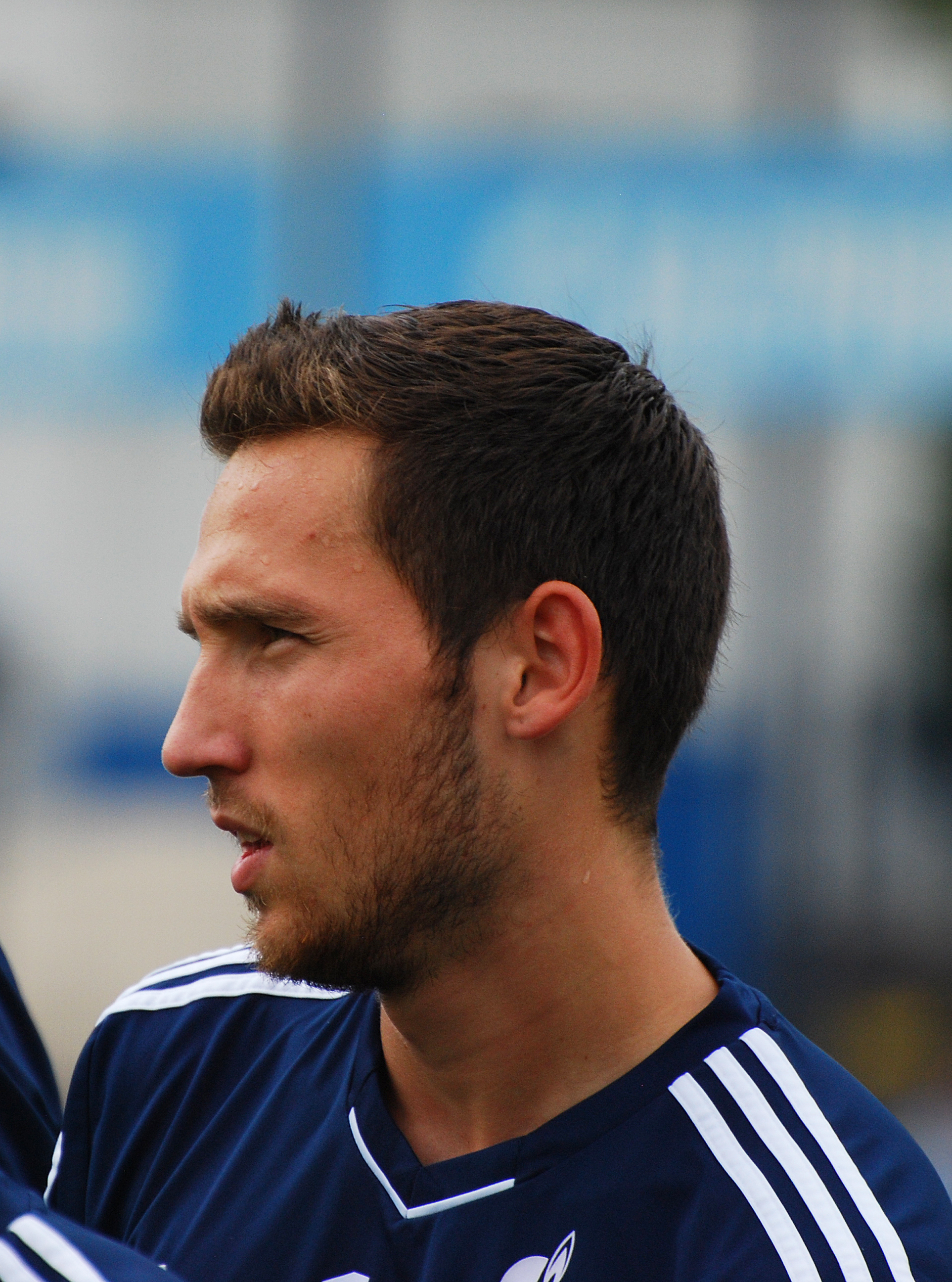
Höger (2011)

Zur Saison 2011/12 wechselte Höger zum FC Schalke 04. Sein erstes Spiel für Schalke absolvierte er bei der 0:3-Auswärtsniederlage beim VfB Stuttgart am ersten Spieltag der Saison 2011/12. Sein erstes Bundesligator erzielte er am 28. Januar 2012 zum 4:1-Endstand beim 1. FC Köln. Aufgrund seiner Variabilität in Verteidigung und Mittelfeld kam er zu regelmäßigen Einsatzzeiten und erkämpfte sich einen Stammplatz in der Mannschaft. In seiner ersten Saison kam er in der Liga auf 27 Einsätze; aufgrund zweier Risse im Syndesmoseband in der Saison 2012/13 hingegen auf 22 Einsätze. In der Bundesliga-Partie gegen Eintracht Braunschweig in der Saison 2013/14 erlitt er einen Kreuzbandriss, der ihn mehrere Monate außer Gefecht setzte. Er gab schließlich am vorletzten Spieltag nach knapp sieben Monaten sein Comeback gegen den SC Freiburg. Insgesamt kam er nur achtmal in der Liga zum Einsatz und erzielte zwei Tore. In die Saison 2014/15 startete er verletzungsfrei, obwohl er in der Saisonvorbereitung Blessuren erlitten hatte. Beim Rückrundenauftakt im Heimspiel gegen Hannover 96 erzielte er mit dem spielentscheidenden 1:0 seinen ersten Treffer der Spielzeit.
Am 11. Mai 2015 wurde Höger vom Trainings- und Spielbetrieb des Vereins vorläufig suspendiert, während es Kevin-Prince Boateng und Sidney Sam dauerhaft traf. Ursache dafür seien laut Sportvorstand Horst Heldt „Zweifel, was seine Loyalität gegenüber dem Verein betrifft“ gewesen. Seit dem 18. Mai 2015 gehörte er wieder zum Schalker Team. Zur Saison 2015/16 war Höger wieder voll im Kader integriert und galt als Kaderspieler unter dem neuen Trainer André Breitenreiter. Beim 1:0-Sieg gegen den HSV am 7. Spieltag der Bundesliga zog er sich einen Kreuzband-Teilriss zu und fiel für die Hinrunde aus. Sein Vertrag beim FC Schalke 04 lief bis Juni 2017.

### 1. FC Köln
Zur Saison 2016/17 wechselte er zum 1. FC Köln. Mit dem FC spielte er zwei Jahre als Stammspieler in der Bundesliga, ehe die Mannschaft in der Spielzeit 2017/18 in die 2. Bundesliga abstieg. Höger blieb dem Verein treu und verhalf ihr als Stammkraft zur Meisterschaft und dem damit verbundenen direkten Wiederaufstieg in der Saison 2018/19. Anschließend kam er vermehrt als Einwechselspieler zum Einsatz und hielt mit den Kölnern in den Spielzeiten 2019/20 und 2020/21 jeweils die Klasse. Danach verließ er den Verein mit seinem Vertragsende.

### SV Waldhof Mannheim

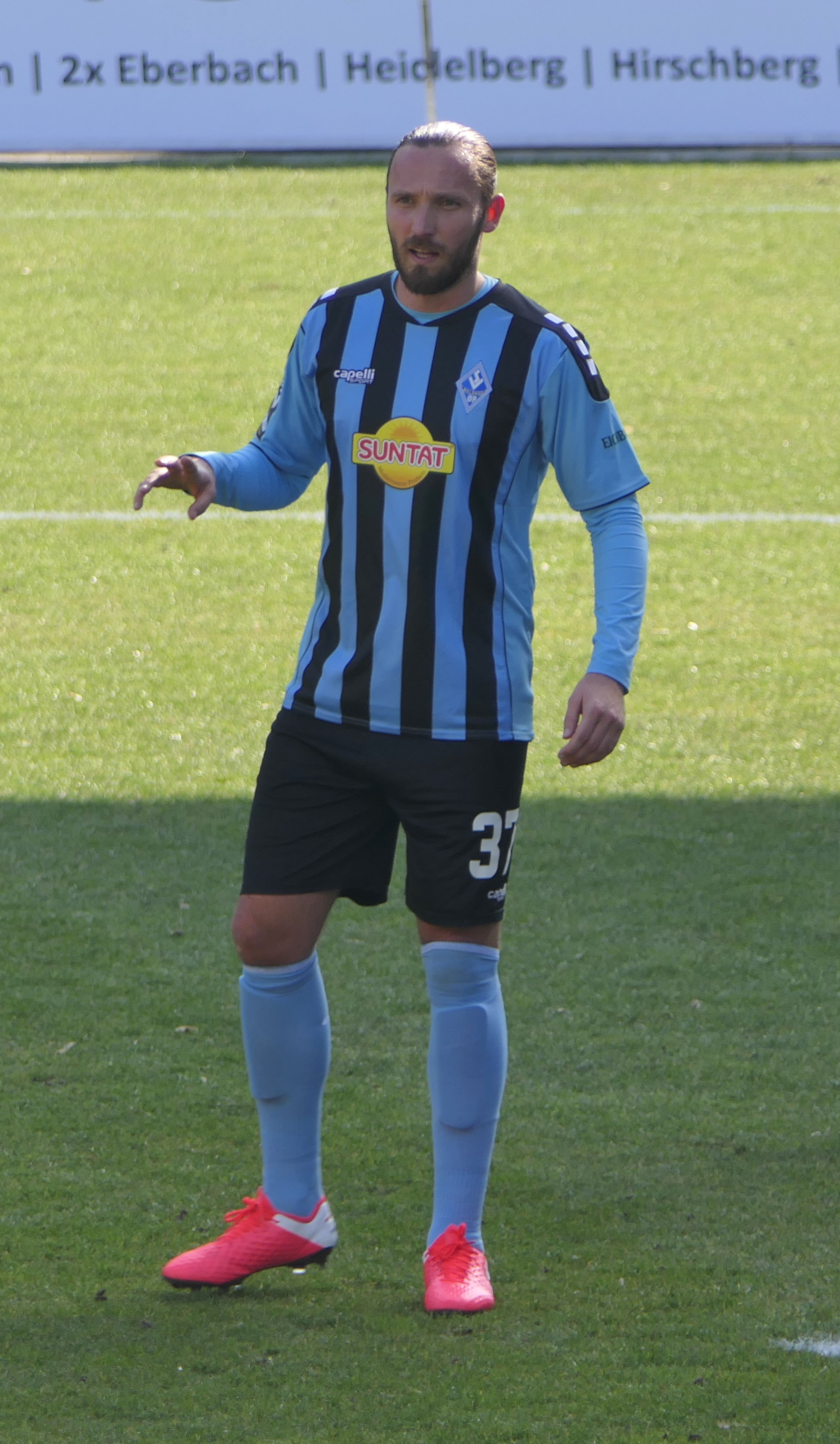
Höger (2022)

Am 11. August 2021 verpflichtete der SV Waldhof Mannheim den vereinslosen Höger. Mit ausschlaggebend für dessen Entscheidung zu diesem Wechsel war nach eigener Aussage der 2:0-Sieg des Drittligisten über Eintracht Frankfurt in der ersten Runde des DFB-Pokals wenige Tage zuvor.

### 1. FC Köln II
Der 1. FC Köln holte Höger zur Saison 2023/24 als Führungsspieler für das U21-Team in der Regionalliga zurück. Am 23. April 2025 verkündete er sein Karriereende zum Ende der Spielzeit 2024/2025.

## Spielweise
Höger zeichnet sich durch hohe Variabilität aus. So kann er die Positionen im defensiven und zentralen Mittelfeld spielen, aber auch als rechter Mittelfeldspieler oder Rechtsverteidiger auflaufen. Geschätzt werden seine Ballsicherheit und seine Passgenauigkeit. Durch kluge Läufe schließt er offene Räume. Daneben gilt er als sehr fairer Spieler, da er während seiner gesamten Profikarriere nicht einmal des Feldes verwiesen wurde (Stand Oktober 2015). Dennoch erhielt er in der Bundesliga-Saison 2014/15 elf Gelbe Karten. Diese resultieren vor allem aus taktischen Fouls.

## Erfolge
- DFL-Supercupsieger 2011
- Deutscher Zweitliga-Meister: 2018/19

## Trivia
2020 hatte er einen Gastauftritt in der Krimiserie SOKO Köln – Folge: Tango.